# Желязко Рашев
Желязко Рашев е български архитект, политик и общественик.

## Биография
Роден е на 21 януари 1890 г. в Стара Загора. Завършва местна гимназия след това учи архитектура в Мюнхен. Преди Първата световна война работи във Варна, а след войната се премества в Стара Загора. Членува в Националлибералната партия. В периода 1920 – 1942 г. е архитект на частна практика. От февруари до юли 1928 г. е кмет на Стара Загора. В началото на 1942 г. е преназначен за градски архитект на община Стара Загора. Избран е за общински съветник и е член на Управителния съвет на Старозагорската популярна банка и член-делегат на ООД „Светлина“ – Стара Загора.
В ранния му период проектираните от него сгради са под влияние на немския барок, впоследствие преминават през сецесиона (модерн), еклектизма и достигат до рационализма. Негово дело са сградите на Популярна банка, Корпоративна популярна банка, къщите на д-р Узунов, д-р Стефан Гърдев, д-р Бакалов, д-р Енфеджиев, адвокат Стефан Рафаилов, Калфакчиеви, Чорчопови, Тончеви, проф. Петър Жеков и др.
Умира на 13 юли 1961 г. в Стара Загора.